# Ujong Simpang
Ujong Simpang is een bestuurslaag in het regentschap Aceh Barat van de provincie Atjeh, Indonesië. Ujong Simpang telt 524 inwoners (volkstelling 2010).